# گاتفرید اشموتز
گاتفرید اشموتز (انگلیسی: Gottfried Schmutz؛ زادهٔ ۲۶ اکتبر ۱۹۵۴) دوچرخه‌سوار اهل سوئیس است.